# Lambda Literary Award
Os prémios Lambda Literary Awards (também conhecidos por "Lammies") são atribuídos anualmente pela Lambda Literary Foundation, dos Estados Unidos da América, a obras publicadas sobre temática LGBT. Os prémios foram instituídos em 1998 e as suas categorias incluem Romance, Biografia, Ensaio e outras. Podem concorrer todos os livros publicados nos Estados Unidos no ano a que se refere o prémio. A Lambda Literary Foundation indica que a sua missão é "celebrar a Literatura LGBT e providenciar recursos aos escritores, leitores, livreiros, editores e bibliotecários - toda a comunidade literária".